# Rachiș, Hust
Rachiș (în ucraineană Рокосово, transliterat: Rokosovo, în maghiară Rakasz) este localitatea de reședință a comunei Rachiș din raionul Hust, regiunea Transcarpatia, Ucraina.

## Demografie
Componența lingvistică a localității Rachiș
     Ucraineană (98,37%)
     Rusă (1,36%)
     Alte limbi (0,23%)
Conform recensământului din 2001, majoritatea populației localității Rachiș era vorbitoare de ucraineană (98,37%), existând în minoritate și vorbitori de rusă (1,36%).